# Trần Cẩm Hương
Trần Cẩm Hương (Tháng 4 năm 1926 – Tháng 2 năm 1987) là nữ sĩ quan duy nhất của Quân lực Việt Nam Cộng hòa mang cấp bậc Đại tá. Bà từng làm Đoàn trưởng Đoàn Nữ Quân nhân kiêm Chỉ huy trưởng Trung tâm Huấn luyện Nữ Quân nhân từ năm 1965 đến năm 1975.

## Tiểu sử

### Thân thế
Trần Cẩm Hương sinh tháng 4 năm 1926 tại Cần Thơ, Nam Kỳ, Liên bang Đông Dương.  Bà là trưởng nữ của kỹ sư Trần Văn Mẹo, cựu Bộ trưởng Bộ Công chánh dưới thời Đệ Nhất Cộng hòa.

### Binh nghiệp
Bà nhập ngũ ngày 21 tháng 8 năm 1952 với số quân 46/100101. Xuất thân từ ngành Nữ Trợ tá Xã hội và sau tốt nghiệp Cán sự Xã hội tại Trường Sĩ quan Nữ Trợ tá Xã hội vào năm 1952. Ngày 5 tháng 1 năm 1965, ngành Nữ Trợ tá được đổi tên thành Đoàn Nữ Quân nhân và chính thức thành lập theo sắc lệnh số 003/QT/SL, trực thuộc Bộ Tổng Tham mưu. Cơ sở của Đoàn được đặt ở đường Nguyễn Văn Thoại, Sài Gòn bên cạnh là trường đào tạo nữ quân nhân. 
Trần Cẩm Hương lúc này đang là Thiếu tá được bổ nhiệm làm Đoàn trưởng đầu tiên kiêm Chỉ huy trưởng Trung tâm Huấn luyện Nữ Quân nhân. Bà giữ chức Đoàn trưởng Đoàn Nữ Quân nhân cho đến ngày 1 tháng 4 năm 1975 thì giải ngũ vì đáo hạn tuổi với cấp bậc Đại tá, và do lệnh Bộ Tổng Tham mưu bổ nhiệm, người kế vị bà là Trung tá Lưu Thị Huỳnh Mai, Đoàn trưởng Đoàn Nữ Quân nhân thứ hai và cuối cùng.

### Sau năm 1975
Sau ngày 30 tháng 4 năm 1975, Trần Cẩm Hương bị kẹt lại tại Sài Gòn và phải đi học tập cải tạo kéo dài suốt 10 năm dù đã giải ngũ trước đó rồi.
Sau khi ra trại năm 1985, bà bị điều đi lao động ở Hậu Nghĩa, ở một căn chòi lá giữa đồng khô, chịu sự quản chế của vợ một liệt sĩ Quân Giải phóng miền Nam. Do phải lao động nặng nhọc với điều kiện khắc nghiệt, bà đã bị cảm nặng dẫn tới viêm màng não. Tuy gia đình có xin chuyển đi Sài Gòn chữa trị nhưng vì không được cán bộ quản thúc cho phép đi điều trị mà bà đã qua đời do bạo bệnh vào hạ tuần tháng 2 năm 1987, hưởng thọ 61 tuổi.
Đám tang của bà được thân bằng quyến thuộc tổ chức tại nhà cũ ở đường Hồ Biểu Chánh, quận Phú Nhuận, Thành phố Hồ Chí Minh. Riêng di hài thì được đem đi hỏa thiêu tại lò thiêu vãng sanh Miền Cực Lạc Thủ Đức.